# Bāgnān (ort i Indien, Haora)
Bāgnān är en ort i Indien.   Den ligger i distriktet Haora och delstaten Västbengalen, i den östra delen av landet, 1 300 km sydost om huvudstaden New Delhi. Bāgnān ligger 8 meter över havet och antalet invånare är 8 779.
Terrängen runt Bāgnān är mycket platt. Runt Bāgnān är det mycket tätbefolkat, med 1 956 invånare per kvadratkilometer. Närmaste större samhälle är Uluberia, 14,1 km öster om Bāgnān. Trakten runt Bāgnān består till största delen av jordbruksmark.